# Скальський Василь Володимирович
Василь Володимирович Скальський (нар. 3 вересня 1948, місто Ніжин, тепер Чернігівської області) — український діяч, голова Городоцької райдержадміністрації Хмельницької області. Народний депутат України 1-го скликання (у 1990—1992 роках). Почесний доктор наук Хмельницького національного університету.

## Біографія
Народився у родині військовослужбовця.
У 1966—1971 роках — студент Кам'янець-Подільського сільськогосподарського інституту Хмельницької області, інженер-механік.
У 1971 році — старший інженер комплексного технічного обслуговування машинно-тракторного парку колгоспів Кам'янець-Подільського районного об'єднання «Сільгосптехніка» Хмельницької області.
У 1971—1972 роках — служба в Радянській армії.
У 1972—1976 роках — начальник станції технічного обслуговування автомобілів Кам'янець-Подільського районного об'єднання «Сільгосптехніка» Хмельницької області.
Член КПРС до 1991 року.
У 1976—1978 роках — інструктор організаційного відділу, завідувач промислово-транспортного відділу Кам'янець-Подільського районного комітету КПУ Хмельницької області.
У 1978—1979 роках — інструктор промислово-транспортного відділу Хмельницького обласного комітету КПУ.
У 1979—1981 роках — слухач Вищої партійної школи при ЦК Компартії України.
У 1981—1988 роках — інструктор, заступник завідувача промислово-транспортного відділу Хмельницького обласного комітету КПУ.
У 1988—1991 роках — 1-й секретар Городоцького районного комітету КПУ Хмельницької області.
У 1990—1992 року — голова Городоцької районної ради народних депутатів, голова виконавчого комітету Городоцької районної ради народних депутатів Хмельницької області.
4.03.1990 року обраний народним депутатом України, 1-й тур 52,46 % голосів, 3 претенденти. Входив до груп «Аграрники», «За радянську суверенну Україну». Член Комісії ВР України мандатної і з питань депутатської етики. Склав повноваження 18.06.1992 року у зв'язку з призначенням представником Президента України у Городоцькому районі Хмельницької області.
У 1992—1994 роках — представник Президента України у Городоцькому районі Хмельницької області.
З 1994 року — начальник Хмельницького обласного управління статистики.
Потім — на пенсії.